# Colobothea geminata
Colobothea geminata är en skalbaggsart som beskrevs av Bates 1865. Colobothea geminata ingår i släktet Colobothea och familjen långhorningar. Inga underarter finns listade i Catalogue of Life.